# Sveti Križ (gmina Tuhelj)
Sveti Križ – wieś w Chorwacji, w żupanii krapińsko-zagorskiej, w gminie Tuhelj. W 2011 roku liczyła 474 mieszkańców.